# Antonio Vallejo-Nájera
Antonio Vallejo-Nájera Lobón (o Vallejo-Nágera) (Paredes de Nava, Palència, 1889 – Madrid, 25 de febrer de 1960) va ser un metge espanyol, teòric de l'eugenèsia franquista, primer catedràtic numerari de Psiquiatria a la Universitat espanyola. És pare del també psiquiatre Juan Antonio Vallejo-Nágera.

## Biografia i formació
Va cursar els estudis de Medicina a la Universitat de Valladolid, on va obtenir la llicenciatura en 1909. A continuació va ingressar en el Cos de Sanitat Militar, exercint la seva funció amb notable mèrit, principalment en les epidèmies i en les accions de guerra de l'època, per la qual cosa va obtenir diverses condecoracions nacionals. Va prestar servei al Marroc com a membre del Cos de Sanitat Militar. El 1917 va ser nomenat agregat de l'ambaixada d'Espanya a Berlín, com a membre de la comissió militar que havia d'inspeccionar els camps de presoners de guerra; pel compliment d'aquesta missió es va fer creditor d'unes altres diverses condecoracions de diferents països europeus.
Durant la seva permanència a Alemanya va tenir oportunitat de conèixer les clíniques psiquiàtriques, així com d'escoltar les lliçons de Emil Kraepelin, Ernst Kretschmer, Hans Walter Gruhle i Gustav Schwalbe, els treballs dels quals van deixar-li una profunda influència. Aquestes circumstàncies determinen en Vallejo-Nájera la seva definitiva vocació per la psiquiatria. Allí va traduir al castellà les obres de Gruhle i Schwalbe. De nou a Espanya, va instal·lar-se a Madrid i va dirigir, des de 1930, la clínica psiquiàtrica de Ciempozuelos.
Va millorar la seva relació amb Franco dedicant-li el seu llibre sobre la psicopatologia de la guerra, al qual incorporava alguns estudis previs sobre la relació entre marxisme i deficiència mental, «en respectuós homenatge d'admiració a l'invicte Cabdill Imperial, Generalíssim dels Exèrcits Espanyols de Terra, Mar i Aire». Vallejo-Nágera mantenia a més estrets vincles amb Auxili Social, l'organització del règim encarregada d'atendre als orfes de la guerra, a través del seu amic, el psiquiatre Jesús Ercilla Ortega. Ercilla, bon amic també d'Onésimo Redondo, va ser un dels fundadors de les JONS. Era a més membre del Comitè Executiu d'Auxili Social, en qualitat d'assessor mèdic, i l'home d'enllaç amb altres grups del règim. Acabada la guerra, Ercilla va ser nomenat director mèdic de la clínica psiquiàtrica de San José, a Ciempozuelos, un hospital oficialment dirigit per Vallejo-Nágera.
El 1931 va ser professor a l'Acadèmia de Sanitat Militar, centre on s'impartia el primer ensenyament de l'especialitat. Afecte al nazisme, durant la Guerra Civil el coronel Vallejo-Nájera va dirigir els Serveis Psiquiàtrics de l'Exèrcit franquista i va escriure extensament sobre la degeneració de la raça espanyola, que, segons ell, s'hauria aprofundit durant la República, postura adoptada també per Juan José López Ibor, Ramón Sarró, José Solé Segarra, Marco Merenciano i altres psiquiatres del seu mateix bàndol. Això no vol dir que les relacions personals o acadèmiques entre els diferents professors fossin fluïdes. Com revela el seu fill, també psiquiatre, els equips de tots dos (Vallejo Nájera i Lopez Ibor) tenien una rivalitat furibunda que els portava a menysprear i oposar-se a qualsevol afirmació de l'altre «bàndol».
El 10 d'agost de 1938 va escriure a Franco sol·licitant permís per crear el Gabinet de Recerques Psicològiques, i dues setmanes més tard va rebre l'autorització esperada. El seu propòsit era patologitzar les idees de l'esquerra. Els resultats de les seves recerques van proporcionar a l'alt comandament militar els arguments «científics» necessaris per justificar per què presentaven als seus adversaris com una espècie infrahumana, i Vallejo-Nágera va ser ascendit a coronel.
Franco es mostrava entusiasmat amb l'obra de caritat duta a terme amb els orfes republicans per Auxili Social, i la veia com una peça essencial per a la definitiva «redempció» dels errors esquerrans del poble espanyol. En el marc d'aquesta missió, i de la biopolítica franquista, el 14 de desembre de 1941 es va promulgar la llei que permetia el canvi de nom dels orfes republicans, dels fills de presoners, que òbviament no podien fer-se càrrec dels seus fills, i dels nadons separats de les seves mares a les presons immediatament després de néixer. La veritat és que a molts infants se'ls van emportar per la força.
El 1947 va ser nomenat per les institucions franquistes professor de psiquiatria a la Universitat de Madrid, ja que va exercir fins a 1959; és, per tant, el primer catedràtic numerari d'aquesta especialitat a la universitat espanyola. El 1951 va ser triat membre de la Reial Acadèmia Nacional de Medicina.

## Teories
Com a cap dels Serveis Psiquiàtrics Militars de la dictadura franquista, li van encarregar un estudi que demostrés la inferioritat mental de les persones d'ideologia marxista. Segons Eduard Pons Prades en la seva obra Los niños republicanos (RBA, 2005), Antonio Vallejo-Nájera «va dirigir, el 1938, un estudi sobre els presoners de guerra republicans, per determinar quina malformació portava al marxisme. O sigui: anava a la recerca del gen roig». En aquests estudis, Vallejo-Nájera afirmava que les dones republicanes tenien molts punts de contacte amb els nens i els animals i que quan es trenquen els frens socials són cruels perquè els falten inhibicions intel·ligents i lògiques, a més de tenir sentiments patològics. Pons també afirma en el seu llibre que Vallejo-Nájera va demanar en un altre dels seus treballs la creació del Cos general d'inquisidors.

Per dur a terme l'estudi, sotmetia els presoners a diferents tests psicològics quan es trobaven a la vora del col·lapse físic i mental. L'equip de Vallejo-Nágera comptava amb dos metges, un criminòleg i dos assessors científics alemanys. Van seleccionar els seus subjectes clínics d'entre dos grups: un de presoners membres de les Brigades Internacionals de San Pedro de Cardeña, i un altre compost per 50 preses republicanes malaguenyes, 30 de les quals es trobaven a l'espera d'execució. L'estudi de les dones, a partir de la premissa que eren éssers degenerats i, per tant, proclius a la delinqüència marxista, va servir al psiquiatre per explicar la «criminalitat revolucionària femenina» en relació amb la naturalesa animal de la psique femenina i el «marcat caràcter sàdic» que es desfermava en les dones quan les circumstàncies polítiques els permetien «satisfer les seves apetències sexuals latents». Algunes de les conclusions de l'estudi de Vallejo-Nájera són les següents:
| « | La idea de las íntimas relaciones entre marxismo e inferioridad mental ya la habíamos expuesto anteriormente en otros trabajos. La comprobación de nuestras hipótesis tiene enorme trascendencia político social, pues si militan en el marxismo de preferencia psicópatas antisociales, como es nuestra idea, la segregación de estos sujetos desde la infancia, podría liberar a la sociedad de plaga tan terrible. | » |

| « | La inferioridad mental de los partidarios de la igualdad social y política o desafectos: «La perversidad de los regímenes democráticos favorecedores del resentimiento promociona a los fracasados sociales con políticas públicas, a diferencia de lo que sucede con los regímenes aristocráticos donde sólo triunfan socialmente los mejores». | » |

| « | El imbécil social incluye a esa multitud de seres incultos, torpes, sugestionables, carentes de espontaneidad e iniciativa, que contribuyen a formar parte de la masa gregaria de las gentes anónimas. | » |

A més d'argumentar les bases biològiques de les seves opcions polítiques, els seus textos van contribuir a fomentar la idea de la inferioritat de les dones.
| « | A la mujer se le atrofia la inteligencia como las alas a las mariposas de la isla de Kerguelen, ya que su misión en el mundo no es la de luchar en la vida, sino acunar la descendencia de quien tiene que luchar por ella. | » |

Unes altres de les seves conclusions són:
| « | La raza es espíritu. España es espíritu. La Hispanidad es espíritu… Por eso hemos de impregnarnos de Hispanidad… para comprender nuestras esencias raciales y diferenciar nuestra raza de las extrañas. Este espíritu lo definía como «militarismo social, que quiere decir orden, disciplina, sacrificio personal, puntualidad en el servicio, porque la redoma militar encierra esencias puras de virtudes sociales, fortaleza corporal y espiritual». Y para mejorar la raza era necesaria «la militarización de la escuela, de la Universidad, del taller, del café, del teatro, de todos los ámbitos sociales. | » |

La seva purificació eugenèsica de la raça incloïa el ressorgiment d'una Inquisició en contra de les persones que considerava antipatrióticas, anticatólicas i antimilitares que corrompien la raça espanyola. Va afirmar que:
| « | La parte del problema racial de España era que había demasiados Sanchos Panzas (físico redondeado, ventrudo, sensual y arribista), y pocos Don Quijotes (casto, austero, sobrio e idealista), personajes imbuidos en un militarismo, identificando la cultura militar como la máxima expresión de raza superior. | » |

I cercant la causa de la degeneració racial, en Vallejo-Nájera la troba en l'antiga «barreja amb races inferiors»:
«…recibió la raza elementos parásitos hebreos y árabes, que continuaron adheridos a ella, no obstante el exilio de judíos y moriscos. Hoy como durante la Reconquista, luchamos los hispano-romano-godos contra los judeos-moriscos. El tronco racial puro contra el espúreo»
La seva veu autoritzada assenyala que els individus degenerats, amb el «gen roig», són proclius a «contraure» el comunisme i el separatisme, i ho associa a una lluita racial. Aquesta proposta se suma als articles i discursos de l'època, on es pot trobar que algunes zones, com el sud peninsular o els Països Catalans, són considerades degenerades de manera global, els primers a causa de restes àrabs que els du a un comportament «rifeny», i els segons a causa de restes semítiques que els duen cap al comunisme i el separatisme. Per aquesta raó de feia temps moltes veus plantejaven una depuració racial liderada per un cabdill, a exemple d'en Hitler i en Mussolini. Però atesa la contradicció entre l'eliminació d'individus i l'ètica cristiana, Vallejo-Nájera observà que el conflicte bèl·lic, en aquest cas la guerra civil, era el marc adient de depuració racial:
«En política racial, pueden seguirse dos criterios: el genetinista y el conductista. Propugnan los genetinistas la selección de los biotopos de buena calidad y la eliminación de los inferiores biológicos… Los conductistas actúan modificando las condiciones ambientales que obran sobre el biotipo, con el objeto de alcanzar su mejoramiento progresivo en el curso de las generaciones. Regenerar la raza a beneficio de la selección de los mejores tiene la contrapartida de la eliminación -imposible y anticristiana- de los genotipos deteriorados… La degeneración de la raza hispana –en lo que respecta a la pérdida o decrepitud de los valores raciales éticos específicos y adquisición de taras morales incrustadas en el genotipo– proviene del mefítico ambiente espiritual… Han florecido al calor de la guerra con extraordinario vigor, los gérmenes de regeneración de la raza… Es el yunque de la guerra instrumento apropiado para forjar los grupos selectos, pues elimina de las filas de combatientes a los de mal temple de espíritu e ínfima calidad biológica. Tiene la guerra el inconveniente de que sucumben muchos de los mejores, por ser los que más se arriesgan. Serán los héroes supervivientes los regeneradores de la raza. De los cobardes y de los emboscados no puede esperarse otra progenie que la raquítica de cuerpo y de espíritu. Ha de concederse al héroe del frente… la calidad de selecto, por su vigor físico y su temple moral… Selección de los mejores en el frente; luego forja en la retaguardia para que retornen al combate con la responsabilidad del mando… Constituyen las Academias militares el modo ideal pera formar la aristocracia eugenésica que propugnamos en nuestro «Programa de Higiene Racial…»
Part de la seva bibliografia i recerques estan encaminades a demostrar que el marxisme és una malaltia mental, que existeix un «gen rojo» que fa emmalaltir les persones i que el millor és que els «rojos» no tinguin fills o, si en tenen, se'ls separi dels seus pares», explica Montse Armengou. El comandant i psiquiatre Antonio Vallejo-Nájera (1889-1960) va ser una de les figures clau de la repressió franquista en la postguerra perquè la va revestir d'un mantell pseudocientífic.
El 23 d'agost de 1938 Franco va autoritzar la creació del Gabinet de Recerques Psicològiques, la finalitat de les quals era «investigar les arrels biopsíquiques del marxisme», tal com li havia demandat Vallejo-Nájera. Vinyes explica que va resultar «decisiu» per desvelar el drama dels nens robats accedir a la documentació del gabinet de Vallejo-Nájera. L'autorització oficial per desenvolupar les seves teories li va arribar gràcies als contactes personals que mantenia tant amb Franco (la seva dona era amiga de Carmen Polo) com amb la Falange.
Per corroborar les seves hipòtesis preconcebudes, el militar va estudiar 297 brigadistes internacionals empresonats a Burgos i 50 preses polítiques recloses a Màlaga, i va publicar els resultats en Biopsiquismo del fanatisme marxista, que demostrarien la inferioritat mental dels partidaris de la igualtat, social i política, la brutalitat del seu fanatisme i fins i tot la seva lletjor. «Intentava provar que l'adversari era un infrahome malvat i, a partir d'aquí, tot està permès contra ell», explica Vinyes.
En el seu llibre Eugenèsia de la hispanitat i regeneració de la raça, Vallejo defensava l'«eugenèsia positiva», l'objectiu de la qual era «multiplicar els selectes i deixar que pereixin els febles», que en el seu univers obsessiu eren els "rojos", als qui considerava «individus mentalment inferiors i perillosos en la seva maldat intrínseca». La dramàtica conclusió de les seves teories la va exposar en La bogeria i la guerra: psicopatologia de la guerra espanyola, en el qual advocava per la separació dels fills dels pares dels marxistes, car «la segregació d'aquests subjectes des de la infància podria alliberar a la societat d'una plaga tan temible».
Aquestes teories s'empraren per bastir la biopolítica franquista de regeneració racial, que incloia el segrest de nens republicans. Els seus plantejaments, més ambientals que biològics, postulaven que la raça era el resultat d'un conjunt de valors culturals. Els valors que a Espanya suposaven els requisits indispensables per a la salut nacional eren jeràrquics, castrenses i patriòtics. Qualsevol valor defensat per la República i l'esquerra es considerava hostil i havia d'erradicar-se immediatament. Obsessionat pel que ell cridava "aquesta labor tan transcendent de higienització de la nostra raça", el seu model era la inquisició que en el passat havia protegit Espanya de doctrines enverinades. Reclamava «una Inquisició modernitzada, amb altres orientacions, finalitats, mitjans i organització; però Inquisició». La salut de la raça exigia separar als nens de les seves mares «rojas».
La col·laboració activa amb règim franquista i la proximitat de les seves teories a les defensades pels seus contemporanis al servei de l'Alemanya nazi, han provocat que gran part de la seva obra hagi quedat sumida en l'oblit.

## Obres
- Psicopatología de la conducta antisocial (Editorial espanyola, Sant Sebastià) Sense data edició, Pròleg del doctor Vallejo Nagéra Burgos 15 juliol 1937.

Part de l'obra de Vallejo-Nájera ha pretès la divulgació de conceptes psiquiàtrics pseudocientífics:
- Eugenèsia de la Hispanitat i regeneració de la raça (Burgos, 1937).
- Eugamia: selecció de nuvis (Sant Sebastià: Editorial espanyola, 1938).
- Política racial del nou Estat (Sant Sebastià: Editorial Espanyola, 1938).
- Higienización psíquica de les grans urbs (Bilbao: Gráf. de la Santa Casa de Misericòrdia, 1941).
- Nens i joves anormals (1941).
- El cas de Teresa Neumann (1937).
- Bojos egregios (1946).
- Literatura i psiquiatria (1950).

Altres obres de Vallejo-Nágera: 
- Valor curativo de la piretoterapia en les esquizofrènies (1928).
- La demència precoç i les seves manifestacions clíniques (1929).
- El tractament de la paràlisi general i unes altres neurosífilis (1929).
- Propedèutica clínica psiquiàtrica (1936).
- Tractament de les malalties mentals (1940).
- Psicosi de Guerra (1942, Madrid: Morata)
- @Tratar psiquiatria (1944).

## Nota
- El contingut d'aquest article incorpora material Arxivat 2010-04-17 a Wayback Machine. de la Gran Enciclopèdia Rialp que mitjançant una autorització va permetre agregar continguts i publicar-los sota llicència GFDL. L'autorització va ser revocada a l'abril de 2008, així que no s'ha d'afegir més contingut d'aquesta enciclopèdia.